# Vincent Rodriguez III
Vincent Rodriguez III (San Francisco, 10 agosto 1982) è un attore, cantante e ballerino statunitense di origini filippine.
Rodriguez è conosciuto soprattutto per la sua interpretazione nella serie TV Crazy Ex-Girlfriend.

## Biografia
Vincent si laurea nel 2003 alla Pacific Conservatory of the Performing Arts. Subito dopo, conquista un ruolo da ballerino nel tour nazionale di 42nd Street e poi ha lavorato in altri musical, tra cui Anything Goes, Here Lies Love e Il gobbo di Notre Dame.
E' omosessuale e sposato con Gregory Wright.

## Filmografia

### Televisione
- Hostages – serie TV, episodio 1x15 (2014)
- Crazy Ex-Girlfriend – serie TV (2015-2019)
- Designated Survivor – serie TV, episodio 1x19 (2017)
- Adam il rompiscatole (Adam Ruins Everything) – serie TV, episodio 2x03 (2017)
- Another Period – serie TV, episodio 3x08 (2018)
- Insatiable – serie TV, 7 episodi (2019)

### Doppiatore
- I Love Arlo – serie animata, 9 episodi (2021)

## Doppiatori italiani
- Andrea Mete in Crazy Ex-Girlfriend, With Love
- Marco Barbato in Designated Survivor